# Réseau des rivières du patrimoine canadien

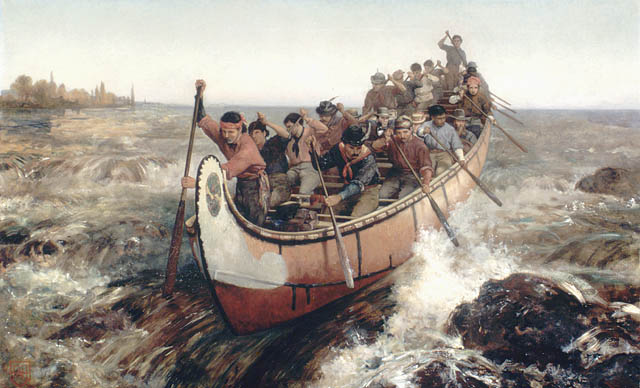
Voyageurs affrontant des rapides
Shooting the Rapids
par Frances Anne Hopkins (1838-1919)

Le réseau des rivières du patrimoine canadien ou plus officiellement le programme national de conservation des rivières du Canada est un programme fédéral-provincial visant la protection des rivières représentatives du Canada. Le programme, créé en 1984, reçoit la participation du gouvernement fédéral et de tous les gouvernements provinciaux et territoriaux, sauf le Québec, qui s'est retiré du processus en 2006.
La première rivière à avoir été désignée est la rivière des Français, en Ontario, en 1986. 

## Rivières désignées
| Cours d'eau                     | Province ou territoire             | Désignation |
| ------------------------------- | ---------------------------------- | ----------- |
| Alsek                           | Yukon                              | 1986        |
| Arctic Red                      | Territoires du Nord-Ouest          | 1993        |
| Athabasca                       | Alberta                            | 1989        |
| Bay du Nord                     | Terre-Neuve-et-Labrador            | 2006        |
| Bloodvein                       | Manitoba/Ontario                   | 1987/1998   |
| Bonnet Plume                    | Yukon                              | 1998        |
| Clearwater                      | Saskatchewan/Alberta               | 1987/2004   |
| Cowichan                        | Colombie-Britannique               |             |
| Détroit                         | Ontario                            | 2001        |
| Yukon - Tronçon Thirty Mile     | Yukon                              | 1991        |
| Français, rivière des           | Ontario                            | 1986        |
| Fraser                          | Colombie-Britannique               | 1998        |
| Grand                           | Ontario                            | 1994        |
| Haute-Ristigouche               | Nouveau-Brunswick                  | 1998        |
| Hayes                           | Manitoba                           | 2006        |
| Hillsborough                    | Île-du-Prince-Édouard              | 1997        |
| Humber                          | Ontario                            | 1999        |
| Kazan                           | Nunavut                            | 1990        |
| Kicking Horse                   | Colombie-Britannique               | 1989        |
| Main                            | Terre-Neuve-et-Labrador            | 2001        |
| Margaree                        | Nouvelle-Écosse                    | 1998        |
| Mattawa                         | Ontario                            | 1988        |
| Missinaibi                      | Ontario                            | 2004        |
| Nahanni Sud                     | Territoires du Nord-Ouest          | 1987        |
| Ottawa                          | Ontario                            | 2016        |
| Rideau                          | Ontario                            | 2000        |
| Route frontalière des Voyageurs | Ontario                            | 1996        |
| Fleuve Saint-Jean               | Nouveau-Brunswick                  | 2013        |
| Sainte-Croix                    | Nouveau-Brunswick                  | 1991        |
| Sainte-Marie                    | Ontario                            | 2000        |
| Saskatchewan Nord               | Alberta                            | 1989        |
| Seal                            | Manitoba                           | 1992        |
| Shelburne                       | Nouvelle-Écosse                    | 1997        |
| Soper                           | Nunavut                            | 1992        |
| Tatshenshini                    | Yukon                              | 2004        |
| Thames                          | Ontario                            | 2000        |
| Thelon                          | Territoires du -Nord-Ouest/Nunavut | 1990        |
| Bassin Three Rivers             | Île-du-Prince-Édouard              | 2004        |